# Holigarna longifolia
Holigarna longifolia är en sumakväxtart som beskrevs av Buch.-ham. och William Roxburgh. Holigarna longifolia ingår i släktet Holigarna och familjen sumakväxter. Inga underarter finns listade i Catalogue of Life.